# Grammy Award for Best Instrumental Soloist Performance (without orchestra)

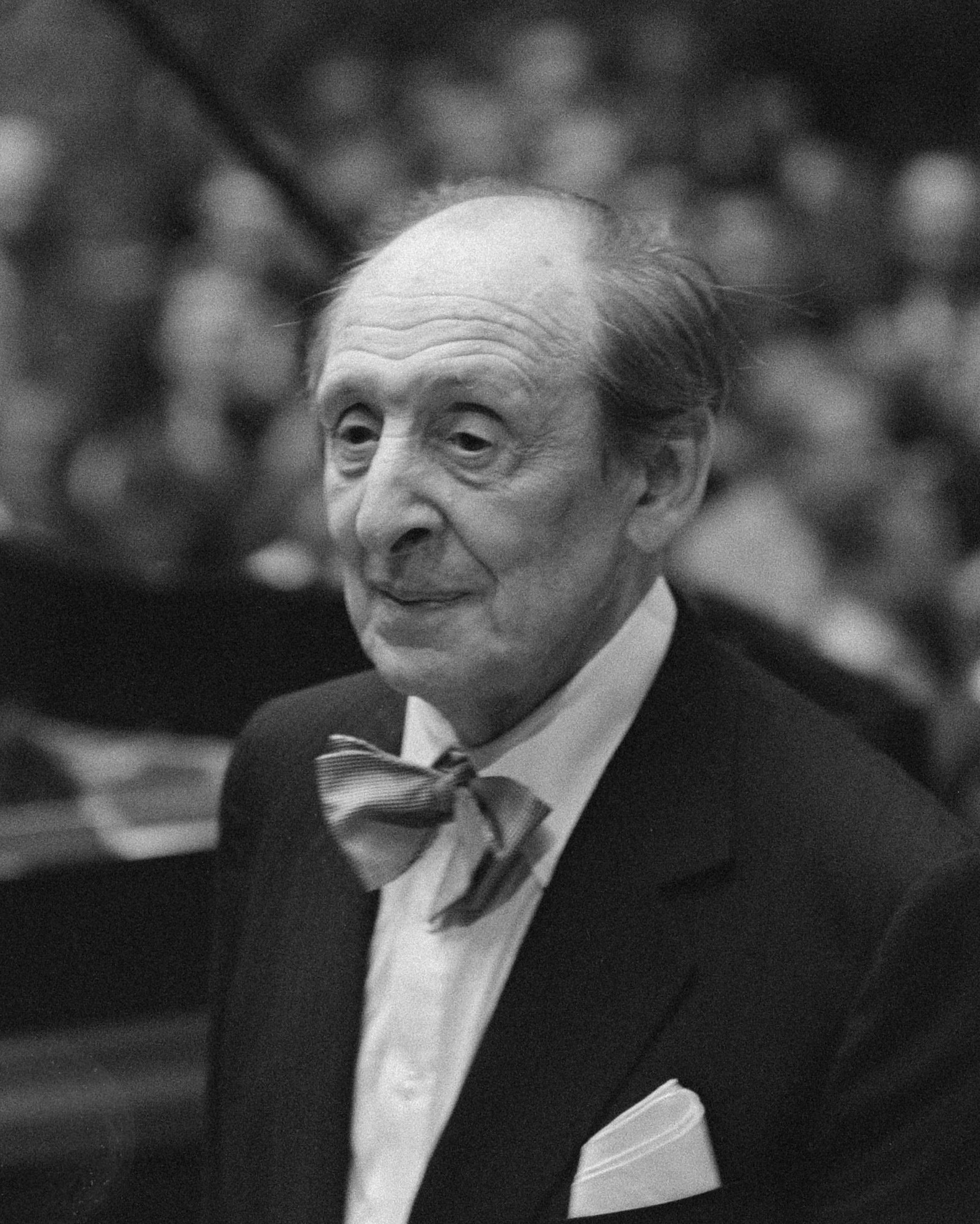
Vladimir Horowitz hat den Grammy Award for Best Instrumental Soloist Performance (without orchestra) insgesamt vierzehn Mal erhalten

Der Grammy Award for Best Instrumental Soloist Performance (without orchestra), auf Deutsch „Grammy-Auszeichnung für die beste Soloinstrument-Darbietung ohne Orchester“, ist ein Musikpreis, der von 1959 bis 2011 von der amerikanischen Recording Academy im Bereich der klassischen Musik verliehen wurde.

## Geschichte und Hintergrund
Die seit 1959 verliehenen Grammy Awards werden jährlich in zahlreichen Kategorien von der Recording Academy in den Vereinigten Staaten vergeben, um künstlerische Leistung, technische Kompetenz und hervorragende Gesamtleistung ohne Rücksicht auf die Album-Verkäufe oder Chart-Position zu würdigen.
Eine dieser Kategorien war der Grammy Award for Best Instrumental Soloist Performance (without orchestra). Der Preis wurde von 1959 bis 2011 vergeben. Von 1967 bis 1971 und 1987 wurde er mit der Auszeichnung Grammy Award for Best Instrumental Soloist(s) Performance (with orchestra) kombiniert und als Grammy Award for Best Classical Performance - Instrumental Soloist or Soloists (with or without orchestra) verliehen.
Die Auszeichnung hatte mehrere geringfügige Namensänderungen:
- 1959 hieß die Auszeichnung Grammy Award for Best Classical Performance – Instrumentalist (other than concerto-scale accompaniment)
- 1960 nannte sie sich Grammy Award for Best Classical Performance – Concerto or Instrumental Soloist (other than full orchestral accompaniment)
- 1961 war die Bezeichnung des Preises Grammy Award for Best Classical Performance - Instrumental Soloist or Duo (other than with orchestral accompaniment)
- Von 1962 bis 1964 hieß er Grammy Award for Best Classical Performance - Instrumental Soloist or Duo (without orchestra)
- 1965 nannte er sich Grammy Award for Best Performance - Instrumental Soloist or Soloists (without orchestra)
- Von 1966 bis 1994 war die Bezeichnung der Kategorie Grammy Award for Best Classical Performance - Instrumental Soloist or Soloists (without orchestra)
- Ab 1995 die Kategorie als Grammy Award for Best Instrumental Soloist Performance (without orchestra) vergeben.

Die Auszeichnung wurde 2011 im Rahmen einer umfassenden Überarbeitung der Grammy-Kategorien eingestellt. Sie wurde mit der Auszeichnung Grammy Award for Best Instrumental Soloist(s) Performance (with orchestra) zur neuen Kategorie Grammy Award for Best Classical Instrumental Solo zusammengeführt.

## Gewinner und Nominierte
| Jahr | Gewinner | Nationalität | Werk | Nominierte | Bild des/der Gewinner(s) |
| ---- | --- | --- | --- | --- | --- |
| 1959 | Andrés Segovia | Spanien | Segovia Golden Jubilee | | |
| 1960 | Arthur Rubinstein | Polen Vereinigte Staaten | Beethoven: Sonate Nr. 21 in C-Dur (Waldstein) und Nr. 18 Es-Dur                                                                                 | | |
| 1961 | Laurindo Almeida | Brasilien | The Spanish Guitars of Laurindo Alemida | | |
| 1962 | Laurindo Almeida | Brasilien | Reverie for Spanish Guitar | | |
| 1963 | Vladimir Horowitz | Vereinigte Staaten | Columbia Records Presents Vladimir Horowitz | | |
| 1964 | Vladimir Horowitz | Vereinigte Staaten | The Sound of Horowitz | | |
| 1965 | Vladimir Horowitz | Vereinigte Staaten | Vladimir Horowitz Plays Beethoven, Debussy, Chopin                                                                                              | | |
| 1966 | Vladimir Horowitz | Vereinigte Staaten | Horowitz at Carnegie Hall - An Historic Return                                                                                                  | | |
| 1967 | Von 1967 bis 1971 wurde der Grammy Award for Best Classical Performance - Instrumental Soloist or Soloists (with or without orchestra) vergeben | Von 1967 bis 1971 wurde der Grammy Award for Best Classical Performance - Instrumental Soloist or Soloists (with or without orchestra) vergeben | Von 1967 bis 1971 wurde der Grammy Award for Best Classical Performance - Instrumental Soloist or Soloists (with or without orchestra) vergeben | Von 1967 bis 1971 wurde der Grammy Award for Best Classical Performance - Instrumental Soloist or Soloists (with or without orchestra) vergeben | Von 1967 bis 1971 wurde der Grammy Award for Best Classical Performance - Instrumental Soloist or Soloists (with or without orchestra) vergeben |
| 1968 | Von 1967 bis 1971 wurde der Grammy Award for Best Classical Performance - Instrumental Soloist or Soloists (with or without orchestra) vergeben | Von 1967 bis 1971 wurde der Grammy Award for Best Classical Performance - Instrumental Soloist or Soloists (with or without orchestra) vergeben | Von 1967 bis 1971 wurde der Grammy Award for Best Classical Performance - Instrumental Soloist or Soloists (with or without orchestra) vergeben | Von 1967 bis 1971 wurde der Grammy Award for Best Classical Performance - Instrumental Soloist or Soloists (with or without orchestra) vergeben | Von 1967 bis 1971 wurde der Grammy Award for Best Classical Performance - Instrumental Soloist or Soloists (with or without orchestra) vergeben |
| 1969 | Von 1967 bis 1971 wurde der Grammy Award for Best Classical Performance - Instrumental Soloist or Soloists (with or without orchestra) vergeben | Von 1967 bis 1971 wurde der Grammy Award for Best Classical Performance - Instrumental Soloist or Soloists (with or without orchestra) vergeben | Von 1967 bis 1971 wurde der Grammy Award for Best Classical Performance - Instrumental Soloist or Soloists (with or without orchestra) vergeben | Von 1967 bis 1971 wurde der Grammy Award for Best Classical Performance - Instrumental Soloist or Soloists (with or without orchestra) vergeben | Von 1967 bis 1971 wurde der Grammy Award for Best Classical Performance - Instrumental Soloist or Soloists (with or without orchestra) vergeben |
| 1970 | Von 1967 bis 1971 wurde der Grammy Award for Best Classical Performance - Instrumental Soloist or Soloists (with or without orchestra) vergeben | Von 1967 bis 1971 wurde der Grammy Award for Best Classical Performance - Instrumental Soloist or Soloists (with or without orchestra) vergeben | Von 1967 bis 1971 wurde der Grammy Award for Best Classical Performance - Instrumental Soloist or Soloists (with or without orchestra) vergeben | Von 1967 bis 1971 wurde der Grammy Award for Best Classical Performance - Instrumental Soloist or Soloists (with or without orchestra) vergeben | Von 1967 bis 1971 wurde der Grammy Award for Best Classical Performance - Instrumental Soloist or Soloists (with or without orchestra) vergeben |
| 1971 | Von 1967 bis 1971 wurde der Grammy Award for Best Classical Performance - Instrumental Soloist or Soloists (with or without orchestra) vergeben | Von 1967 bis 1971 wurde der Grammy Award for Best Classical Performance - Instrumental Soloist or Soloists (with or without orchestra) vergeben | Von 1967 bis 1971 wurde der Grammy Award for Best Classical Performance - Instrumental Soloist or Soloists (with or without orchestra) vergeben | Von 1967 bis 1971 wurde der Grammy Award for Best Classical Performance - Instrumental Soloist or Soloists (with or without orchestra) vergeben | Von 1967 bis 1971 wurde der Grammy Award for Best Classical Performance - Instrumental Soloist or Soloists (with or without orchestra) vergeben |
| 1972 | Vladimir Horowitz | Vereinigte Staaten | Horowitz Plays Rachmaninow (Etudes-tableaux Piano Music; Sonatas)                                                                               | | |
| 1973 | Vladimir Horowitz | Vereinigte Staaten | Horowitz Plays Chopin | | |
| 1974 | Vladimir Horowitz | Vereinigte Staaten | Horowitz Plays Scriabin | | |
| 1975 | Alicia de Larrocha | Spanien | Albéniz: Iberia | | |
| 1976 | Nathan Milstein | Vereinigte Staaten | Bach: Sonaten und Partiten für Violine solo | | |
| 1977 | Vladimir Horowitz | Vereinigte Staaten | Horowitz Concerts 1975/76 | | |
| 1978 | Arthur Rubinstein | Polen Vereinigte Staaten | Beethoven: Klaviersonate Nr. 18 in Es-Dur/Schumann: Fantasiestücke op. 12                                                                       | | |
| 1979 | Vladimir Horowitz | Vereinigte Staaten | The Horowitz Concerts 1977/78 | | |
| 1980 | Vladimir Horowitz | Vereinigte Staaten | The Horowitz Concerts 1978/79 | | |
| 1981 | Itzhak Perlman | Israel | The Spanish Album | | |
| 1982 | Vladimir Horowitz | Vereinigte Staaten | The Horowitz Concerts 1979/80 | | |
| 1983 | Glenn Gould | Kanada | Bach: Goldberg-Variationen | | |
| 1984 | Glenn Gould | Kanada | Beethoven: Klaviersonaten Nr. 12 und 13 | | |
| 1985 | Yo-Yo Ma | Vereinigte Staaten | Bach: Cellosuiten ohne Begleitung | | |
| 1986 | Vladimir Ashkenazy | Russland | Ravel: Gaspard de la nuit; Pavane pour une infante défunte; Valses nobles et sentimentales                                                      | | |
| 1987 | 1987 wurde der Grammy Award for Best Classical Performance - Instrumental Soloist or Soloists (with or without orchestra) vergeben              | 1987 wurde der Grammy Award for Best Classical Performance - Instrumental Soloist or Soloists (with or without orchestra) vergeben              | 1987 wurde der Grammy Award for Best Classical Performance - Instrumental Soloist or Soloists (with or without orchestra) vergeben              | 1987 wurde der Grammy Award for Best Classical Performance - Instrumental Soloist or Soloists (with or without orchestra) vergeben | 1987 wurde der Grammy Award for Best Classical Performance - Instrumental Soloist or Soloists (with or without orchestra) vergeben              |
| 1988 | Vladimir Horowitz | Vereinigte Staaten | Horowitz in Moscow | | |
| 1989 | Alicia de Larrocha | Spanien | Albéniz: Iberia, Navarra, Suite Espagnola | | |
| 1990 | András Schiff | Ungarn | Bach: Englische Suiten | | |
| 1991 | Vladimir Horowitz | Vereinigte Staaten | The Last Recording | | |
| 1992 | Alicia de Larrocha | Spanien | Granados: Goyescas; Allegro de Concierto; Danza Lenta                                                                                           | | |
| 1993 | Vladimir Horowitz | Vereinigte Staaten | Horowitz - Discovered Treasures (Chopin, Liszt, Scarlatti, Scriabin, Clementi)                                                                  | | |
| 1994 | John Browning | Vereinigte Staaten | Barber: The Complete Solo Piano Music | | |
| 1995 | Emanuel Ax | Vereinigte Staaten | Haydn: Klaviersonaten Nr. 32, 47, 53, 59 | | |
| 1996 | Radu Lupu | Rumänien | Schubert: Klaviersonaten (D 960 B-Dur · D 664 A-Dur)                                                                                            | | |
| 1997 | Earl Wild | Vereinigte Staaten | The Romantic Master - Works of Saint-Saëns, Händel                                                                                              | | |
| 1998 | János Starker | Vereinigte Staaten | Bach: Suiten für Cello Solo Nr. 1–6 | | |
| 1999 | Murray Perahia | Vereinigte Staaten | Bach: Englische Suiten 1, 3 und 6 | | |
| 2000 | Vladimir Ashkenazy | Russland | Schostakowitsch: 24 Präludien und Fugen, Op. 87                                                                                                 | | |
| 2001 | Tobias Lehmann (Produzent), Jens Schünemann (Toningenieur) und Sharon Isbin                                                                     | Vereinigte Staaten | Dreams of a World (Werke von Lauro, Ruiz-Pipò, Duarte, Etc.)                                                                                    | | |
| 2002 | Arne Akselberg (Produzent, Toningenieur) und Truls Mørk                                                                                         | Norwegen | Britten Cello Suites (1–3) | | |
| 2003 | Andreas Neubronner (Produzent, Toningenieur) und Murray Perahia                                                                                 | Vereinigte Staaten | Chopin: Études, Op. 10 und Op. 25 | | |
| 2004 | Emanuel Ax | Vereinigte Staaten | Haydn: Klavierkonzert Nr. 29, 31, 34, 35 und 49                                                                                                 | | |
| 2005 | David Russell | Vereinigtes Königreich Spanien | Aire Latino (Morel, Villa-Lobos, Ponce, etc.)                                                                                                   | | |
| 2006 | Evgeny Kissin | Russland | Scriabin, Medtner, Stravinsky | | |
| 2007 | Maurizio Pollini | Italien | Chopin: Nocturnes | - Bach: The Sonatas And Partitas For Violin Solo von Gidon Kremer - Bacheler: The Bachelar’s Delight von Paul O’Dette - Beethoven: The Piano Sonatas, Vol. II von András Schiff - Primrose: Viola Transcriptions von Roberto Díaz mit Robert Koenig | |
| 2008 | Garrick Ohlsson | Vereinigte Staaten | Beethoven: Sonatas, Vol. 3 | - Haydn: Piano Sonatas von Marc-André Hamelin - Louisiana – A Pianist’s Journey von Kenneth Boulton - Solo Piazzolla von Manuel Barrueco - 20th Century Piano Sonatas von Allison Brewster Franzetti                                                | |
| 2009 | Gloria Cheng | Vereinigte Staaten | Piano Music of Salonen, Stucky andLutosławski                                                                                                   | - In a State of Jazz von Marc-André Hamelin - Red Cliff Capriccio von Wei Li - Revolutionary von Cameron Carpenter - Strange Toys von Joan Jeanrenaud                                                                                               | |
| 2010 | Sharon Isbin mit Joan Baez und Mark O’Connor | Vereinigte Staaten | Journey to the New World | - Caroline Goulding von Caroline Goulding mit Christopher O’Riley und Janine Randall - Chopin von Maria João Pires - Oppens Plays Carter von Ursula Oppens - Sonatas & Etudes von Yuja Wang                                                         | |
| 2011 | Paul Jacobs | Vereinigte Staaten | Messiaen: Livre Du Saint-Sacrement | - Chopin: The Nocturnes von Nelson Freire - Hamelin: Études von Marc-André Hamelin - Paganini: 24 Caprices von Julia Fischer - 20th Century Harp Sonatas von Sarah Schuster Ericsson                                                                | |